# Mistrzostwa Europy w Strzelaniu z 10 m 2020
Mistrzostwa Europy w Strzelaniu z 10 metrów 2020 – 49. edycja mistrzostw Europy w strzelaniu z 10 metrów, których zawody zostały rozegrane we Wrocławiu, w dniach 23 lutego−2 marca 2020 roku.
Klasyfikację medalową wygrała Rosja przed Ukrainą i Szwecją. Polska zajęła 7. pozycję w tej samej klasyfikacji.

## Medaliści
Seniorzy
| Konkurencja                       | Data      | Złoto                                                                         | Srebro                                                                     | Brąz                                                                   |
| MĘŻCZYŹNI                         |           |                                                                               |                                                                            |                                                                        |
| karabin, 10 m                     | 29 lutego | István Péni                                                                   | Ołeh Tsarkow                                                               | Siergiej Richter                                                       |
| karabin, 10 m (druż.)             | 1 marca   | Rosja · Siergiej Kamienskij · Władimir Maslennikow · Aleksander Driagin       | Chorwacja · Miran Maričić · Petar Gorša · Borna Petanjek                   | Francja · Alexis Raynaud · Etienne Germond · Brian Baudouin            |
| pistolet, 10 m                    | 28 lutego | Artiom Czernousow                                                             | Paolo Monna                                                                | İsmail Keleş                                                           |
| pistolet, 10 m (druż.)            | 1 marca   | Rosja · Artiom Czernousow · Anton Aristarkow · Andriej Czilikow               | Włochy · Paolo Monna · Giuseppe Giordano · Alessio Torracchi               | Serbia · Damir Mikec · Dimitrije Grgić · Dusko Petrov                  |
| ruchoma tarcza, 10 m              | 25 lutego | Emil Martinsson                                                               | Michaił Azarenko                                                           | Łukasz Czapla                                                          |
| ruchoma tarcza, 10 m (druż.)      | 25 lutego | Rosja · Michaił Azarenko · Władisław Szczepotkin · Władisław Prianisznikow    | Szwecja · Emil Martinsson · Jesper Nyberg · Niklas Bergström               | Finlandia · Tomi-Pekka Heikkila · Heikki Lahdekorpi · Krister Holmberg |
| ruchoma tarcza, 10 m, mix         | 27 lutego | Jesper Nyberg                                                                 | Władisław Szczepotkin                                                      | Michaił Azarenko                                                       |
| ruchoma tarcza, 10 m, mix (druż.) | 27 lutego | Szwecja · Jesper Nyberg · Niklas Bergström · Emil Martinsson                  | Rosja · Władisław Szczepotkin · Michaił Azarenko · Władisław Prianisznikow | Finlandia · Tomi-Pekka Heikkila · Heikki Lahdekorpi · Krister Holmberg |
| KOBIETY                           |           |                                                                               |                                                                            |                                                                        |
| karabin, 10 m                     | 29 lutego | Laura-Georgeta Coman                                                          | Anastasija Gałaszina                                                       | Andrea Arsović                                                         |
| karabin, 10 m (druż.)             | 1 marca   | Rosja · Anastasija Gałaszina · Daria Boldinowa · Julija Karimowa              | Norwegia · Jenny Stene · Jeanette Hegg Duestad · Johanna Reksten           | Polska · Aneta Stankiewicz · Agnieszka Nagay · Natalia Kochańska       |
| pistolet, 10 m                    | 28 lutego | Bobana Momčilović Veličković                                                  | Heidi Diethelm Gerber                                                      | Anna Korakaki                                                          |
| pistolet, 10 m (druż.)            | 1 marca   | Serbia · Bobana Momčilović Veličković · Zorana Arunović · Jasmina Milovanović | Polska · Klaudia Breś · Beata Bartków-Kwiatkowska · Joanna Tomala          | Niemcy · Andrea Heckner · Julia Hochmuth · Monika Karsch               |
| ruchoma tarcza, 10 m              | 25 lutego | Olga Stepanowa                                                                | Daniela Vogelbacher                                                        | Wiktorija Rybowałowa                                                   |
| ruchoma tarcza, 10 m (druż.)      | 25 lutego | Ukraina · Wiktorija Rybowałowa · Galina Awramienko · Walentyna Honczarowa     | Rosja · Olga Stepanowa · Julija Ejdenzon · Irina Izmałkowa                 | Armenia · Gohar Harutiunian · Lilit Mykyrtczian · Arusjak Grigorian    |
| ruchoma tarcza, 10 m, mix         | 27 lutego | Galina Awramienko                                                             | Wiktorija Rybowałowa                                                       | Olga Stepanowa                                                         |
| ruchoma tarcza, 10 m, mix (druż.) | 27 lutego | Rosja · Olga Stepanowa · Irina Izmałkowa · Julija Ejdenzon                    | Ukraina · Galina Awramienko · Wiktorija Rybowałowa · Walentyna Honczarowa  | Armenia · Lilit Mkrtczyan · Gohar Harutiunian · Arusjak Grigorian      |
| KONKURENCJE MIESZANE              |           |                                                                               |                                                                            |                                                                        |
| karabin, 10 m (mikst)             | 28 lutego | Rosja II · Julija Karimowa · Władimir Maslennikow                             | Węgry · Eszter Denes · István Péni                                         | Chorwacja II · Estera Herceg · Miran Maričić                           |
| pistolet, 10 m (mikst)            | 29 lutego | Rosja I · Witalina Bacaraszkina · Artiom Czernousow                           | Serbia I · Zorana Arunović · Damir Mikec                                   | Szwajcaria I · Heidi Diethelm Gerber · Jason Solari                    |
| ruchoma tarcza, 10 m (mikst)      | 26 lutego | Rosja I · Julija Ejdenzon · Michaił Azarenko                                  | Ukraina I · Galina Awramienko · Igor Kizyma                                | Ukraina II · Wiktorija Rybowałowa · Danyło Danilenko                   |

Juniorzy
| Konkurencja                       | Data      | Złoto                                                                 | Srebro                                                        | Brąz                                                                        |
| MĘŻCZYŹNI                         |           |                                                                       |                                                               |                                                                             |
| karabin, 10 m                     | 25 lutego | Soma Richard Hammerl                                                  | Stefan Wadlegger                                              | Grigorij Szamakow                                                           |
| karabin, 10 m (druż.)             | 27 lutego | Węgry · Soma Richard Hammerl · Ferenc Török · Zalán Pekler            | Francja · Bastien Destefanis · Lucas Kryzs · Nicolas Mompach  | Włochy · Danilo Dennis Sollazzo · Agustin Martin Petrini · Michele Bernardi |
| pistolet, 10 m                    | 26 lutego | Hlib Kinitow                                                          | James Andrew John Miller                                      | Federico Maldini                                                            |
| pistolet, 10 m (druż.)            | 27 lutego | Rosja · Kiriłł Michailiut · Jegor Wyskriebcew · Aleksander Kondraszin | Słowacja · Marek Copak · Lukas Filip · Jergus Vengrini        | Włochy · Federico Maldini · Simone Saravalli · Matteo Mastrovalerio         |
| ruchoma tarcza, 10 m              | 28 lutego | Andreas Bergström                                                     | Aaro Juhani Vuorimaa                                          | Denys Babliuk                                                               |
| ruchoma tarcza, 10 m (druż.)      | 28 lutego | Ukraina · Denys Babliuk · Danyło Danilenko · Andrij Draczuk           | Szwecja · Andreas Bergström · Mats Eliasson · Max Martinsson  | Rosja · Jan Ejdenzon · Aleksandr Doroncow · Pawieł Gołubiew                 |
| ruchoma tarcza, 10 m, mix         | 26 lutego | Gor Kaczatrian                                                        | Denys Babliuk                                                 | Andreas Bergström                                                           |
| ruchoma tarcza, 10 m, mix (druż.) | 26 lutego | Ukraina · Denys Babliuk · Danyło Danilenko · Andrij Draczuk           | Szwecja · Andreas Bergström · Mats Eliasson · Max Martinsson  | Finlandia · Aaro Juhani Vuorimaa · Mikko Hakala · Toni Annala               |
| KOBIETY                           |           |                                                                       |                                                               |                                                                             |
| karabin, 10 m                     | 25 lutego | Aleksandra Szutko                                                     | Jade Bordet                                                   | Eszter Mészáros                                                             |
| karabin, 10 m (druż.)             | 27 lutego | Rosja · Alina Kiżbullina · Anastasija Dierewiagina · Tatiana Charkowa | Niemcy · Melissa Ruschel · Larissa Weindorf · Franka Janssen  | Polska · Aleksandra Szutko · Julia Piotrowska · Julia Grzybowska            |
| pistolet, 10 m                    | 26 lutego | Vanessa Seeger                                                        | Veronika Schejbalova                                          | Anastasja Szadak                                                            |
| pistolet, 10 m (druż.)            | 27 lutego | Rosja · Nadieżda Kołoda · Anastasja Szadak · Daria Sirotkina          | Włochy · Brunella Aria · Alessandra Fait · Chiara Giancamilli | Niemcy · Vanessa Seeger · Natalie Köhler · Tabea Ocker                      |
| ruchoma tarcza, 10 m              | 28 lutego | Kristina Hiliewicz                                                    | Ksenija Anufriewa                                             | Margaryta Tarkani                                                           |
| ruchoma tarcza, 10 m, mix         | 26 lutego | Margaryta Tarkani                                                     | Kristina Żołudiewa                                            | Anastasija Żuczenko                                                         |
| KONKURENCJE MIESZANE              |           |                                                                       |                                                               |                                                                             |
| karabin, 10 m (mikst)             | 26 lutego | Węgry I · Eszter Mészáros · Zalán Pekler                              | Rosja I · Tatiana Charkowa · Grigorij Szamakow                | Rosja II · Anastasija Dierewiagina · Aleksander Wasiljew                    |
| pistolet, 10 m (mikst)            | 25 lutego | Rosja II · Daria Sirotkina · Kiriłł Michailiut                        | Włochy · Brunella Aria · Matteo Mastrovalerio                 | Rosja I · Nadieżda Kołoda · Aleksander Kondraszin                           |

## Klasyfikacja medalowa
| Poz. | Reprezentacja   | złoto | srebro | brąz | Razem |
| ---- | --------------- | ----- | ------ | ---- | ----- |
| 1.   | Rosja           | 14    | 8      | 7    | 29    |
| 2.   | Ukraina         | 7     | 5      | 5    | 17    |
| 3.   | Szwecja         | 4     | 3      | 1    | 8     |
| 4.   | Węgry           | 4     | 1      | 1    | 6     |
| 5.   | Serbia          | 2     | 1      | 2    | 5     |
| 6.   | Niemcy          | 1     | 2      | 2    | 5     |
| 7.   | Polska          | 1     | 1      | 3    | 5     |
| 8.   | Armenia         | 1     | 0      | 2    | 3     |
| 9.   | Rumunia         | 1     | 0      | 0    | 1     |
| 10.  | Włochy          | 0     | 4      | 3    | 7     |
| 11.  | Francja         | 0     | 2      | 1    | 3     |
| 12.  | Finlandia       | 0     | 1      | 3    | 4     |
| 13.  | Chorwacja       | 0     | 1      | 1    | 2     |
|      | Szwajcaria      | 0     | 1      | 1    | 2     |
| 15.  | Austria         | 0     | 1      | 0    | 1     |
|      | Czechy          | 0     | 1      | 0    | 1     |
|      | Wielka Brytania | 0     | 1      | 0    | 1     |
|      | Norwegia        | 0     | 1      | 0    | 1     |
|      | Słowacja        | 0     | 1      | 0    | 1     |
| 20.  | Grecja          | 0     | 0      | 1    | 1     |
|      | Izrael          | 0     | 0      | 1    | 1     |
|      | Turcja          | 0     | 0      | 1    | 1     |